# Revolverens søn
Revolverens søn er en amerikansk stumfilm fra 1919 af Ira M. Lowry.

## Medvirkende
- Louis Bennison som Al Boyd
- Ormi Hawley som Betty Swiftmore
- Henry Mortimer som Harrison Stevens
- Berton Churchill som Robert Swiftmore
- Jane Adler